# زباد إفريقي
الزباد الأفريقي هو نوع من الثدييات آكلة اللحوم من عائلة الزباديات والنوع الوحيد منها الذي يعيش في إفريقيا، الزباد غير مهدد بالانقراض في أغلب مناطق تواجده إلا في بعض البلدان التي يهتم فيها الصيادون بصيده بسبب إنتاجه للسيفيتون المستخدم في تراكيب العطور.
الزباد الأفريقي هو حيوان ليلي يقضي يومه نائماً في النباتات الكثيفة ويستيقظ عند غروب الشمس. الزباد الإفريقي ثدي انفرادي ذو لون فريد وبقع سوداء حول عينيه تشبه إلى حد كبير بقع الراكون، يتغذى الزياد على الفقاريات الصغيرة واللافقاريات والبيض والجيف والخضروات. وهو واحد من عدد قليل من اللواحم القادرة على أكل اللافقاريات السامة مثل النمل الأبيض والديدان الألفية.

## التأثيل
الاسم العلمي للزباد الأفريقي (Civettictis) هو دمج للكلمة الفرنسية (civette) والكلمة اليونانية (ictis)، ومعناها «ابن عرس». وله عدة تسميات في اللغات المحلية مثل ዝባድ (زيباد) في اللغة التجرية، وEdi في لغة الإغبو.

## الخصائص
الزباد الأفريقي ذو فرو خشن لونه بين الأبيض المائل للأصفر الكريمي والأحمر على ظهره. بقعه بنية تميل للسواد توجد خطوط أفقية على أطرافه السفلى وبقع على وسطه وخطوط عمودية على أطرافه الأمامية. رأسه مدبب وآذانه صغيرة ومدورة، يوجد شريط أسود حول عينيه الصغيرتين وشريطان أسودان حول رقبته القصيرة العريضة.
الزباد ذو لدغة قوية بسبب جهازه العضلي وفكه السفلي القوي، تركيبة أسنانه هي:{\displaystyle {\tfrac {3.1.4.2}{3.1.4.2}}} ولديه خمسة أصابع في كل رجل. مخالبه طويلة منحنية شبه قابلة للسحب، يبلغ طول رأسه وجسمه 67–84 سـم (26–33 بوصة)، وذيله من 67–84 سـم (26–33 بوصة) ويتراوح وزنه من 7 إلى 20 كـغ (15 إلى 44 رطل)، ويبلغ متوسط ارتفاع كتفيه 40 سم (16 بوصة). وتكون الإناث أصغر من الذكور.

## التوزيع والموئل
سُجل الزباد الأفريقي في الدراسات الاستقصائية التي أجريت في الفترة من 1996 إلى 1997 في غينيا. وصُور في الغابون بالقرب من المناطق الحرجية خلال مسح أجري في عام 2012. وسُجل في الغابات التي تقع على طول نهر إمباسا خلال عمليات المسح التي أجريت بين يونيو 2014 ومايو 2015.
وسُجل في جمهورية الكونغو في فسيفساء الغابات الكونغولية الغربية في حديقة أودزالا - كوكوا الوطنية خلال عملية المسح التي أجريت في عام 2007. وشُوهد بين حظيرة الدندر وحديقة العطاش الوطنية عبر الحدود السودانية الإثيوبية في الدراسات الاستقصائية التي أجريت بين عامي 2015 و 2018. ويلاحظ أيضًا في كثير من الأحيان في شمال إثيوبيا.
يرد عدد الزباد الأفريقي في بوتسوانا في التذييل الثالث لاتفاقية الاتجار الدولي بأنواع الحيوانات والنباتات البرية المهددة بالانقراض.

## السلوك والبيئة
يضع الزباد الأفريقي برازه في أكوام كبيرة. يكثر فيها الفواكه والبذور والهياكل الخارجية لحلقات الحشرات والدودة الألفية وأحيانًا كتل من العشب. ربما لأكوام برازه هذه دور في نثر البذور وتجديد الغابات.
إذا شعر الزباد الأفريقي بالتهديد، فإنه يرفع قمة ظهره ليجعل نفسه يبدو أكبر وأكثر خطورة، ويسمى هذا السلوك دفاع المفترس.

### تغذية
كشفت الأبحاث في جنوب شرق نيجيريا أن الزباد الأفريقي يتغذى على القوارض مثل: فأر العشب والبرمائيات. والزواحف الصغيرة: مثل ثعبان هيرالد والكوبرا سوداء العنق، وكذلك البيض والفواكه والتوت والبذور. يأكل العشب الأخضر أيضًا بشكل متكرر.

### التزاوج
يتزاوج الزباد الأفريقي على الأرجح بين أكتوبر ونوفمبر، وتلد الإناث في موسم الأمطار بين يناير وفبراير. تنشئ الإناث عشًا يكون عادة من نباتات كثيفة أو حفرة حفرها حيوان آخر، وعادة ما تلد إناث الزباد الأفريقي واحد إلى أربعة صغار، تٌولد الصغار في مراحل متقدمة مقارنة بمعظم الحيوانات آكلة اللحوم وتكون مغطاة بفراء داكن قصير ويمكنها الزحف عند الولادة، يترك الصغار العش بعد 18 يومًا ولكنه يعتمد على الأم في الحليب والحماية لمدة شهرين آخرين.

## الصيد
تشير التقديرات العائدة لعام 2006 حول غابات كروس ساناغا بيوكو الساحلية أن حوالي 9400 حيوان زباد أفريقي يصطادون سنويًا في الجزء النيجيري من الغابات وأكثر من 5800 في الجزء الكاميروني منها، وقد عُثر في عام 2007 على جلود وجماجم الزباد الأفريقي في سوق دانتوكبا في جنوب بنين، كان الزباد من أغلى الحيوانات آكلة اللحوم الصغيرة بسبب ندرته، مما يشير إلى انخفاض أعداد الزباد بسبب الصيد بغرض التجارة.
يصطاد الزباد الأفريقي بسبب إفرازه مادة شمعية بيضاء أو صفراء تسمى سيفيتون، وهي مادة أساسية في صناعة العديد من العطور لمئات السنين. يصطاد الزباد في إثيوبيا وهو حي ويحتفظ به في أقفاص صغيرة، يموت معظمهم في غضون ثلاثة أسابيع بعد أسرهم، على الأرجح بسبب الإجهاد. يعتبر استخراج السيفتون أمرًا قاسيًا وانتقده نشطاء حقوق الحيوان.